# Casselman
Casselman är en ort i Kanada.   Den ligger i provinsen Ontario, i den sydöstra delen av landet, 50 km öster om huvudstaden Ottawa. Casselman ligger 64 meter över havet och antalet invånare är 3 074.
Terrängen runt Casselman är mycket platt. Runt Casselman är det glesbefolkat, med 12 invånare per kvadratkilometer.. Närmaste större samhälle är Embrun, 15,5 km väster om Casselman. 
Trakten runt Casselman består till största delen av jordbruksmark.